# Presepe di Giovanni da Nola
Il presepe di Giovanni da Nola è un presepe ligneo del XVI secolo, realizzato da Giovanni da Nola e custodito all'interno della chiesa di Santa Maria del Parto a Mergellina, a Napoli.

## Storia e descrizione
Il presepe fu voluto da Jacopo Sannazaro per essere posto in una delle due chiese, quella inferiore, che fece costruire in una sua proprietà a Mergellina: questo venne realizzato da Giovanni da Nola e da alcuni collaboratori della sua bottega, tra cui Girolamo Santacroce, tra il 1519 ed il 1524; con l'abbandono della chiesa inferiore, il presepe fu spostato prima nella sacrestia e poi in una cappella nei pressi dell'ingresso della chiesa di San Nazario, denominata in seguito di Santa Maria del Parto. Un importante intervento di restauro è stato compiuto alla fine del XX secolo, che ha permesso di recuperare la superficie lignea, oltre alla rimozione della pittura, intervento di precedenti restauri.
Il presepe originariamente si componeva di quattordici statue in legno policromo, in seguito ridotte a cinque: la Madonna, san Giuseppe, questi due portano la firma del Merliano, un pastore con cofanetto, un pastore con agnello ed un pastore, mentre il Bambino Gesù non è originale. La Madonna è la figura centrale della composizione ed è stata realizzata in legno di tiglio, così come il resto delle statue: ben poco rimane della originale colorazione, in più parti scrostata o rovinata dall'aggiunta di colorazioni successive, così come per la statua di san Giuseppe, anch'essa attaccata dai tarli; diverso invece il discorso per le altre tre figure, che pur essendosi conservate quasi integre, non presentano una scolpitura minuziosa come quella fatta per i personaggi principali.